# Norman Petty
Norman Petty (Clovis, 25 mei 1927 – Lubbock, 15 augustus 1984) was een Amerikaans muzikant, liedjesschrijver en muziekproducent. Petty staat bekend als de man die er (mede) voor gezorgd heeft popmuziek succesvol te maken.

## Loopbaan
Petty speelde vanaf jonge leeftijd piano. Gedurende zijn tijd op de middelbare school was hij nu en dan te horen op de regionale radio.
Petty en zijn vrouw Vi begonnen samen met gitarist Jack Vaughn in 1948 het Norman Petty Trio. Ze sloten een platencontract met ABC Records. Petty bespeelde het orgel. Door het tijdschrift Cashbox werd het trio verkozen tot de Most Promising Group. Petty's trio scoorde een hit met het nummer Mood Indigo, waar meer dan een half miljoen exemplaren van werden verkocht. Hun nummer Almost Paradise, uitgegeven in 1957, won de BMI Writers Award. Gedurende de eind jaren vijftig gaf het trio nog verscheidene nummers uit.
In 1955 begon Petty een eigen opnamestudio in Clovis, New Mexico. Petty was betrokken bij de opkomst van de rock-'n-roll. Hij werkte met artiesten als The Fireballs, The String-A-Longs, Roy Orbison, Buddy Knox, Waylon Jennings, Carolyn Hester en vooral Buddy Holly. Petty hielp met nummers schrijven voor Buddy Holly & The Crickets. Soms speelde hij mee op nummers en zong hij op de achtergrond. Petty schreef mee aan onder meer Peggy Sue, That'll Be the Day, True Love Ways, Everyday en It's So Easy! Petty werd uiteindelijk Holly's manager tot 1958, toen ze na onenigheden uit elkaar gingen. Gedurende de jaren zestig en zeventig was Petty actief als muziekproducent.
Petty overleed in 1984 in Lubbock aan leukemie. Het Clovis Music Festival (tot 2000 bekend als het Norman & Vi Petty Music Festival) is een muziekfestival dat werd gehouden ter ere van Norman en Vi Petty. Artiesten waar Petty vroeger mee samenwerkte, traden er op.

## Geschreven nummers van Norman Petty
Lijst van nummers die zijn (mede) geschreven door Petty, maar uitgegeven (en gecoverd) door andere artiesten.
| - Cast Iron Arm - gecoverd door 1 artiest - Everyday - gecoverd door 11 artiesten - Fool's Paradise - gecoverd door 3 artiesten - Heartbeat - gecoverd door 15 artiesten - I'm Gonna Love You Too - gecoverd door 7 artiesten - I'm Lookin' For Someone to Love - gecoverd door 1 artiest - It's So Easy! - gecoverd door 7 artiesten - Listen to Me - gecoverd door 3 artiesten - Look at Me - gecoverd door 1 artiest - Maybe Baby - gecoverd door 6 artiesten | - Not Fade Away - gecoverd door 66 artiesten - Oh, Boy! - gecoverd door 15 artiesten - Peggy Sue - gecoverd door 16 artiesten - Rave On - gecoverd door 11 artiesten - Take Your Time - gecoverd door 4 artiesten - Tell Me How - gecoverd door 4 artiesten - That'll Be the Day - gecoverd door 13 artiesten - Think It Over - gecoverd door 6 artiesten - True Love Ways - gecoverd door 13 artiesten - Well.... All Right - gecoverd door 11 artiesten - Wheels - gecoverd door 3 artiesten |